# Andreas Böcherer
Andreas Böcherer ou Andi Boecherer né le 6 avril 1983 à Fribourg-en-Brisgau en Allemagne est un triathlète professionnel, champion d'Allemagne de triathlon longue distance et multiple vainqueur sur Ironman et Ironman 70.3

## Palmarès
Le tableau présente les résultats les plus significatifs (podium) obtenus sur le circuit international de triathlon depuis 2004.
| Année | Compétition                                | Pays           | Position           | Temps           |
| ----- | ------------------------------------------ | -------------- | ------------------ | --------------- |
| 2021  | Ironman Lanzarote                          | Espagne        | Médaille d'or      | 8 h 34 min 11 s |
| 2019  | Ironman 70.3 Pays d'Aix                    | France         | Médaille d'or      | 3 h 52 min 16 s |
| 2019  | Ironman 70.3 Suisse                        | Suisse         | Médaille d'or      | 3 h 48 min 30 s |
| 2018  | Ironman 70.3 Pays d'Aix                    | France         | Médaille d'or      | 3 h 53 min 9 s  |
| 2018  | Ironman Italie                             | Italie         | Médaille d'or      | 8 h 1 min 50 s  |
| 2017  | Ironman 70.3 Elsinore                      | Danemark       | Médaille d'argent  | 3 h 44 min 26 s |
| 2017  | Ironman Allemagne                          | Allemagne      | Médaille d'argent  | 7 h 46 min 7 s  |
| 2016  | Challenge Fuerteventura                    | Espagne        | Médaille d'or      | 3 h 59 min 9 s  |
| 2016  | Challenge Heilbronn                        | Espagne        | Médaille d'or      | 3 h 48 min 39 s |
| 2016  | Triathlon de Gérardmer XL                  | France         | Médaille d'or      | 4 h 23 min 53 s |
| 2016  | Ironman 70.3 St. Pölten                    | Autriche       | Médaille d'or      | 3 h 52 min 45 s |
| 2016  | Ironman Allemagne                          | Allemagne      | Médaille d'argent  | 7 h 53 min 50 s |
| 2015  | Ironman Allemagne                          | Allemagne      | Médaille de bronze | 8 h 3 min 49 s  |
| 2015  | Ironman 70.3 Kraichgau                     | Allemagne      | Médaille d'argent  | 3 h 58 min 5 s  |
| 2015  | Ironman 70.3 St.Pölten                     | Autriche       | Médaille d'or      | 3 h 49 min 41 s |
| 2015  | Ironman 70.3 Pays d'Aix                    | France         | Médaille d'or      | 3 h 57 min 21 s |
| 2013  | Ironman 70.3 Autriche                      | Autriche       | Médaille d'argent  | 3 h 24 min 45 s |
| 2012  | Ironman 70.3 Cozumel                       | Mexique        | Médaille d'or      | 3 h 53 min 45 s |
| 2011  | Ironman 70.3 Cancún                        | Mexique        | Médaille d'or      | 3 h 55 min 19 s |
| 2011  | Ironman 70.3 Allemagne                     | Allemagne      | Médaille d'or      | 4 h 8 min 36 s  |
| 2011  | Ironman 70.3 Suisse                        | Suisse         | Médaille d'or      | 3 h 46 min 56 s |
| 2011  | Ironman Afrique du Sud                     | Afrique du Sud | Médaille d'argent  | 8 h 8 min 36 s  |
| 2010  | Triathlon de Gérardmer                     | France         | Médaille d'or      | 2 h 5 min 42 s  |
| 2010  | Ironman Ratisbonne                         | Allemagne      | Médaille d'argent  | 8 h 18 min 28 s |
| 2007  | Championnat d'Allemagne longue distance MD | Allemagne      | Médaille d'or      | 4 h 12 min 25 s |
| 2004  | Xterra Allemagne                           | Allemagne      | Médaille d'or      | 2 h 37 min 46 s |